# Lagoptera defasciata
Lagoptera defasciata är en fjärilsart som beskrevs av M.Gaede 1917. Lagoptera defasciata ingår i släktet Lagoptera och familjen nattflyn. Inga underarter finns listade i Catalogue of Life.